# Europaeum
Het Europaeum is een groep van zeventien vooraanstaande Europese universiteiten, opgericht in 1992 op initiatief van de universiteit van Oxford.

## Leden
- University of Oxford
- Universiteit Leiden
- Università di Bologna
- Institut de Hautes Études Internationales et du Développement, Genève
- Université Paris 1 Panthéon-Sorbonne
- Karelsuniversiteit, Praag
- Complutense Universiteit van Madrid
- Universiteit van Helsinki
- Jagiellonische Universiteit, Krakau
- Universiteit Pompeu Fabra, Barcelona
- Ludwig Maximilians-Universiteit, München
- Universiteit van St Andrews
- Universiteit van Luxemburg
- Katholieke Universiteit van Portugal
- Vrije Universiteit Berlijn
- KU Leuven
- Universiteit van Kopenhagen